# Lista de municípios do Suriname

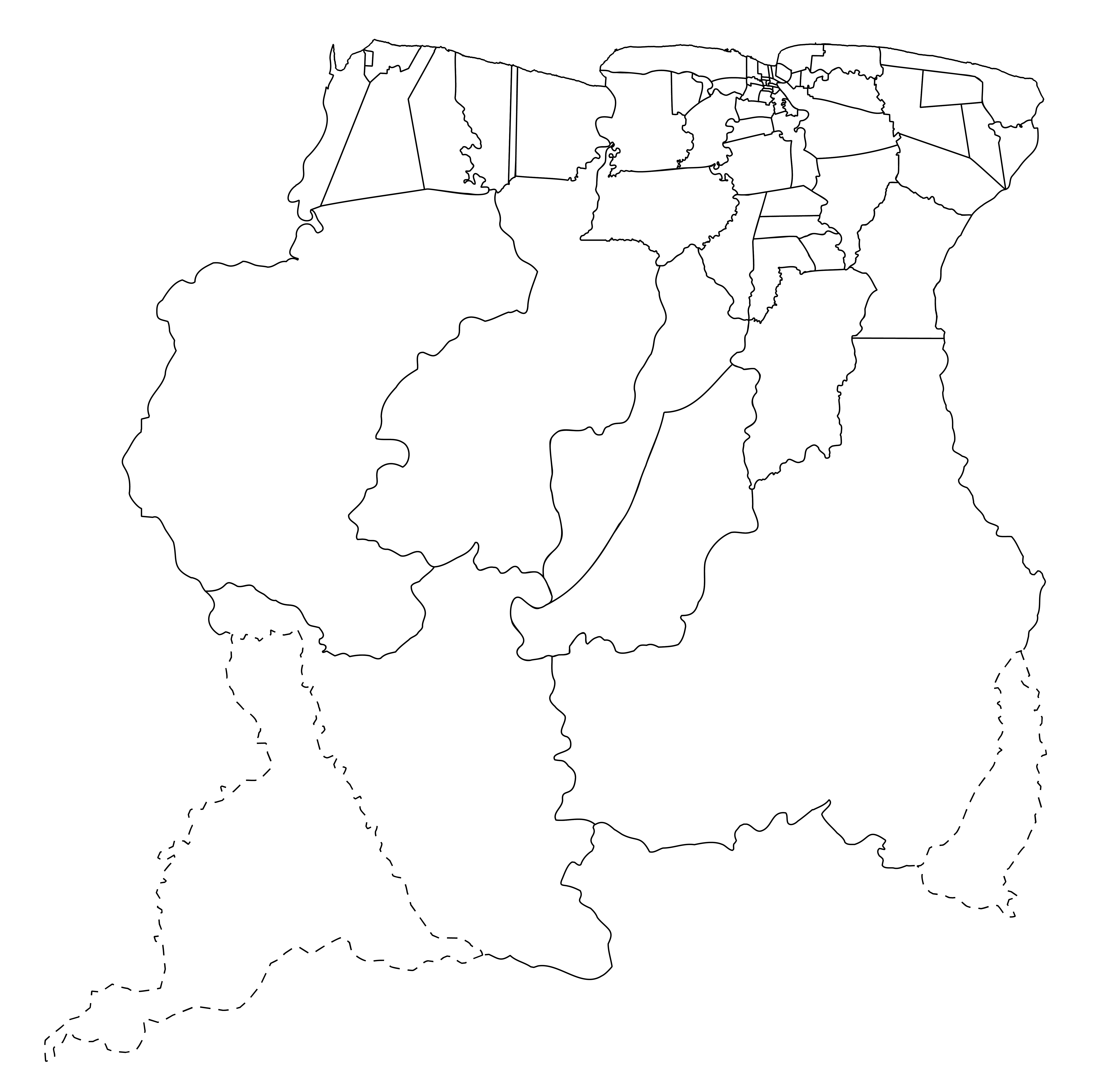
Ressorten do Suriname

Os distritos do Suriname são divididos em 62 ressorten (no singular ressort), ou municípios. Os ressorten estão listados abaixo, por distrito:

## Distrito Brokopondo

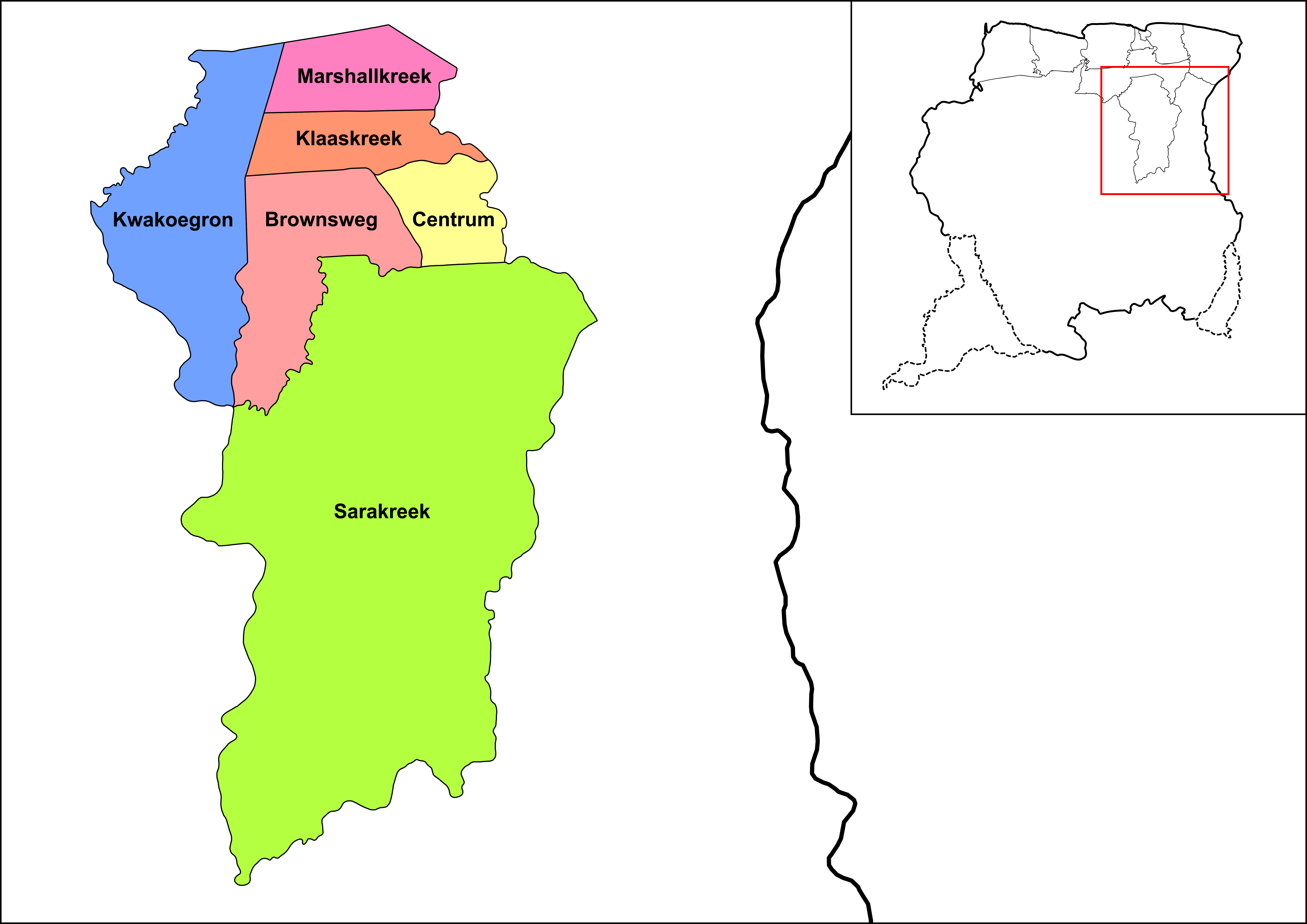
Resorts de Brokopondo.

- Brownsweg
- Centrum
- Klaaskreek
- Kwakoegron
- Marshallkreek
- Sarakreek

## Distrito Commewijne

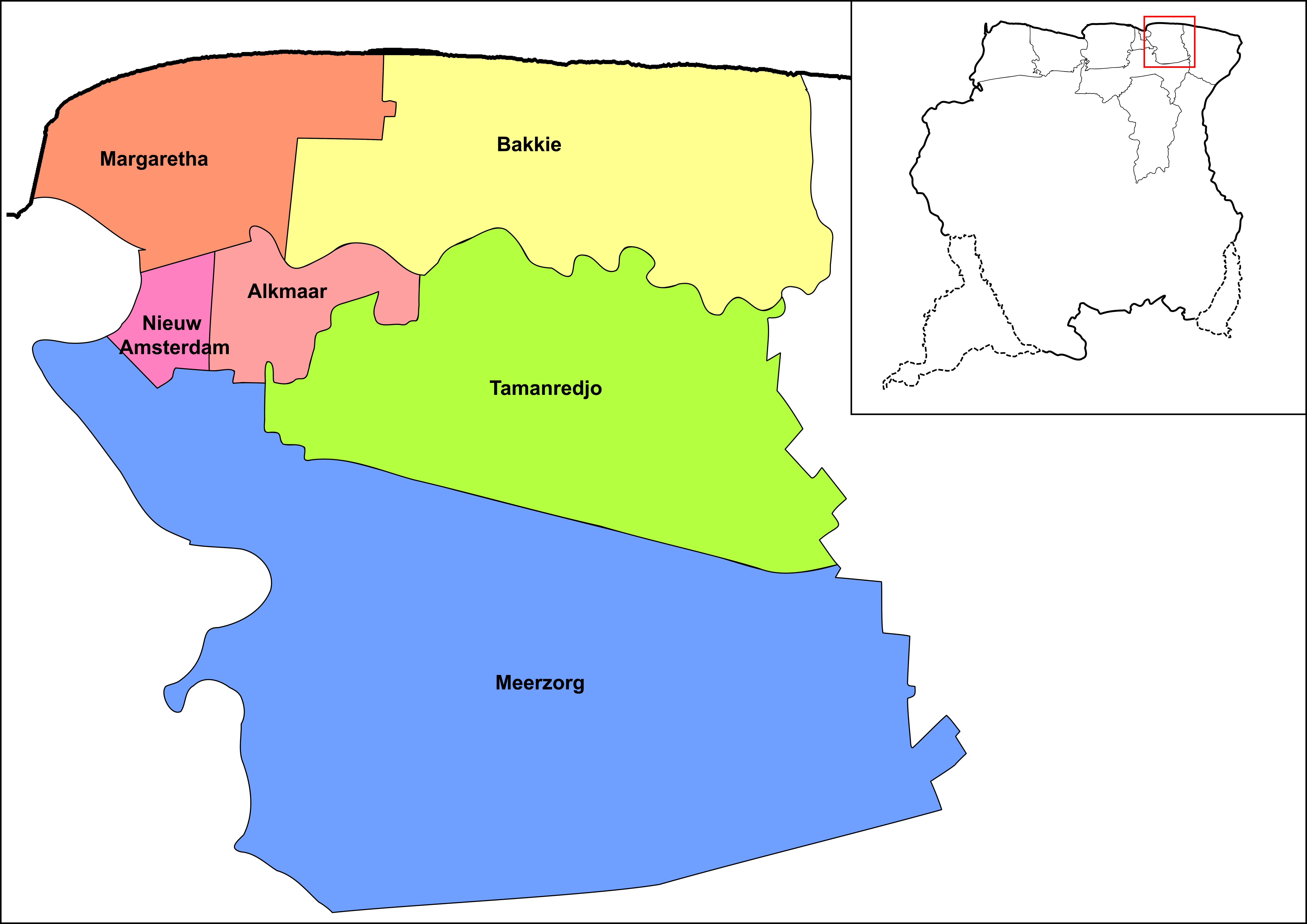
Resorts de Commewijne.

- Alkmaar
- Bakkie
- Margaretha
- Meerzorg
- Nieuw Amsterdam
- Tamanredjo

## Distrito Coronie

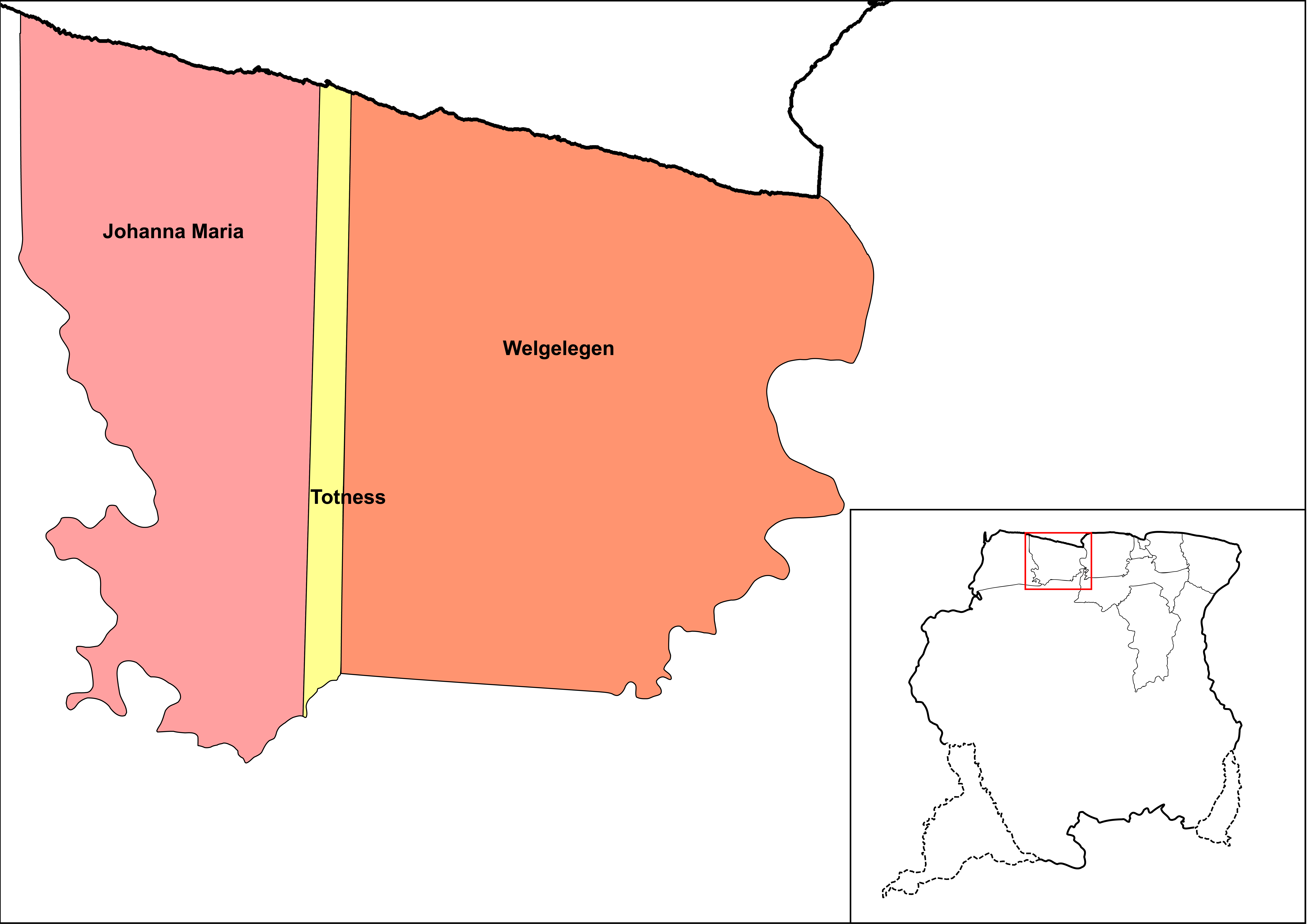
Resorts de Coronie.

- Johanna Maria
- Totness
- Welgelegen

## Distrito Marowijne

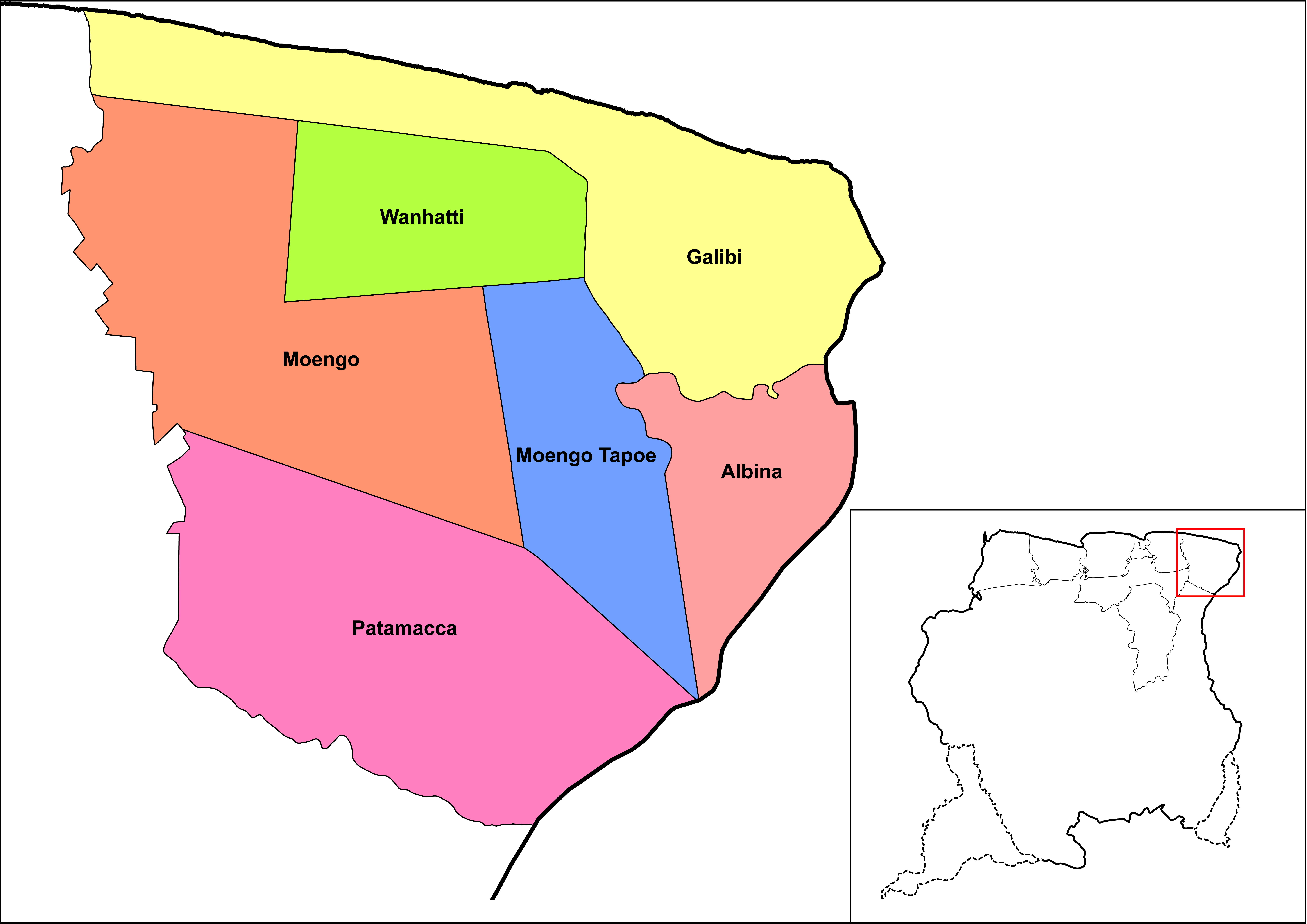
Resorts de Marowijne.

- Albina
- Galibi
- Moengo
- Moengotapoe
- Patamacca
- Wanhatti

## Distrito Nickerie

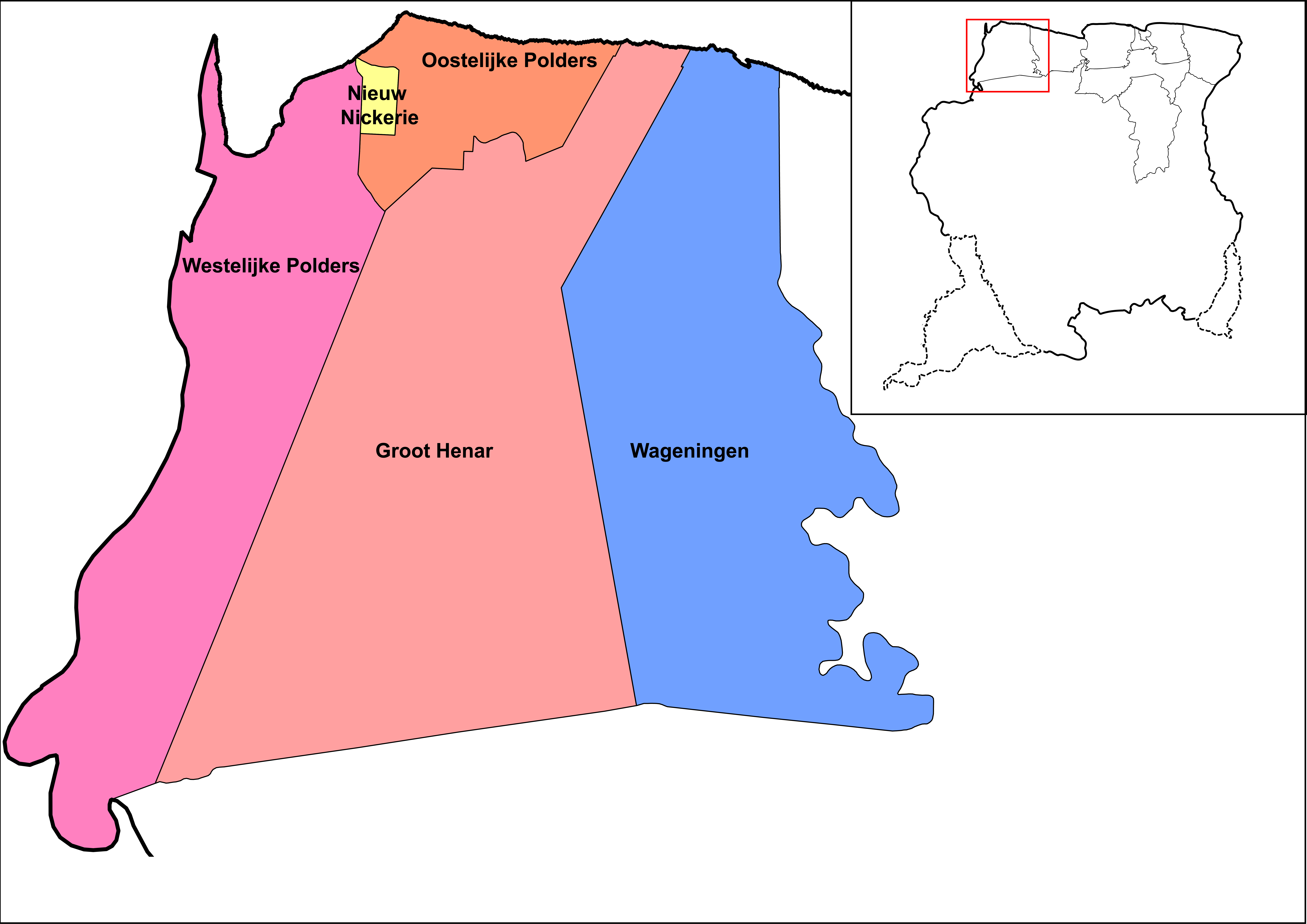
Resorts de Nickerie.

- Groot Henar
- Nieuw Nickerie
- Oostelijke Polders
- Wageningen
- Westelijke Polders

## Distrito Para

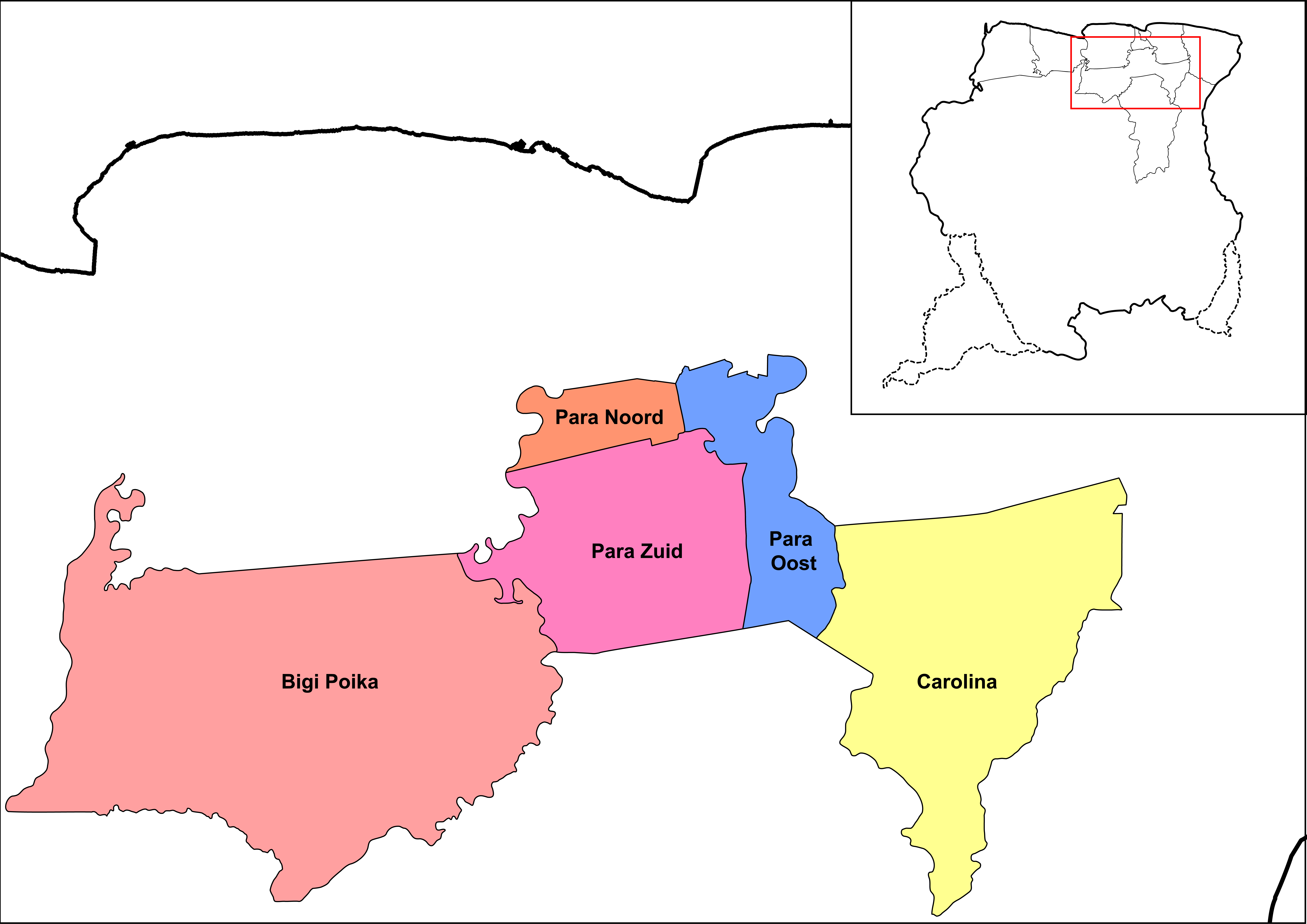
Resorts de Para.

- Bigi Poika
- Carolina
- Noord
- Oost
- Zuid

## Distrito Paramaribo

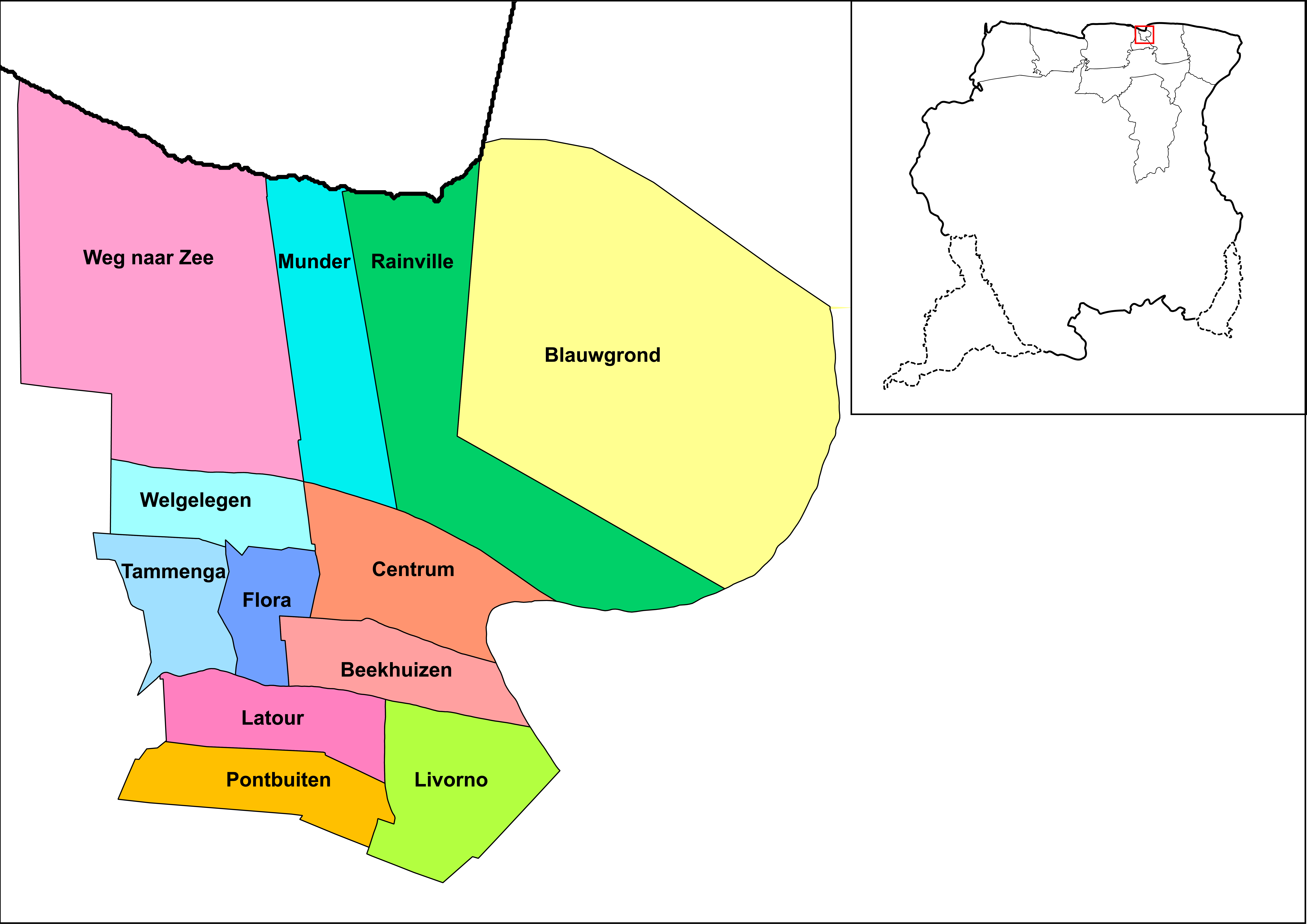
Resorts de Paramaibo.

- Beekhuizen
- Blauwgrond
- Centrum
- Flora
- Latour
- Livorno
- Munder
- Pontbuiten
- Rainville
- Tammenga
- Weg Naar See
- Welgelegen

## Distrito Saramacca

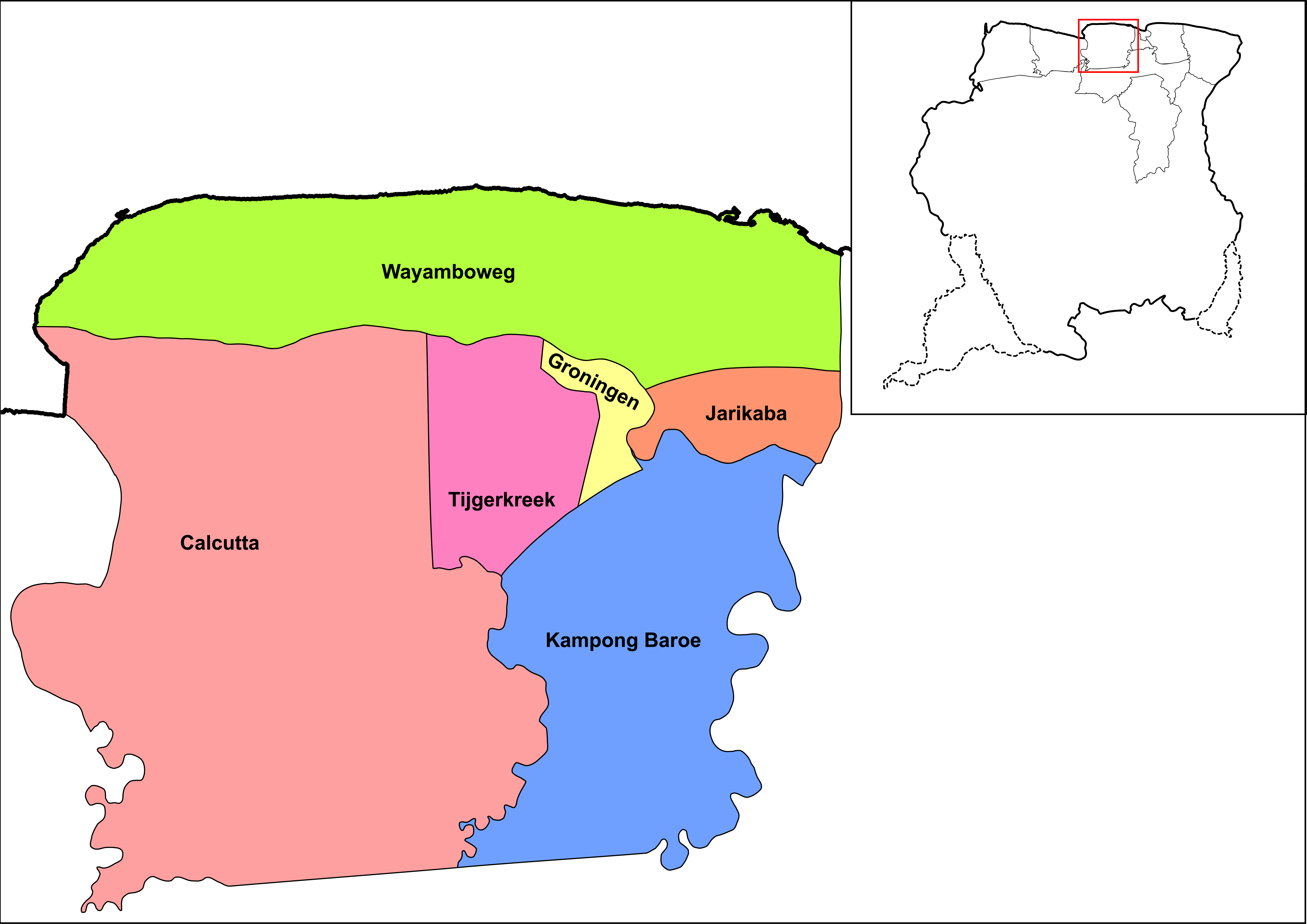
Resorts de Saramacca.

- Calcutta
- Groningen
- Jarikaba
- Kampong Baroe
- Tijgerkreek
- Wayamboweg

## Distrito Sipaliwini

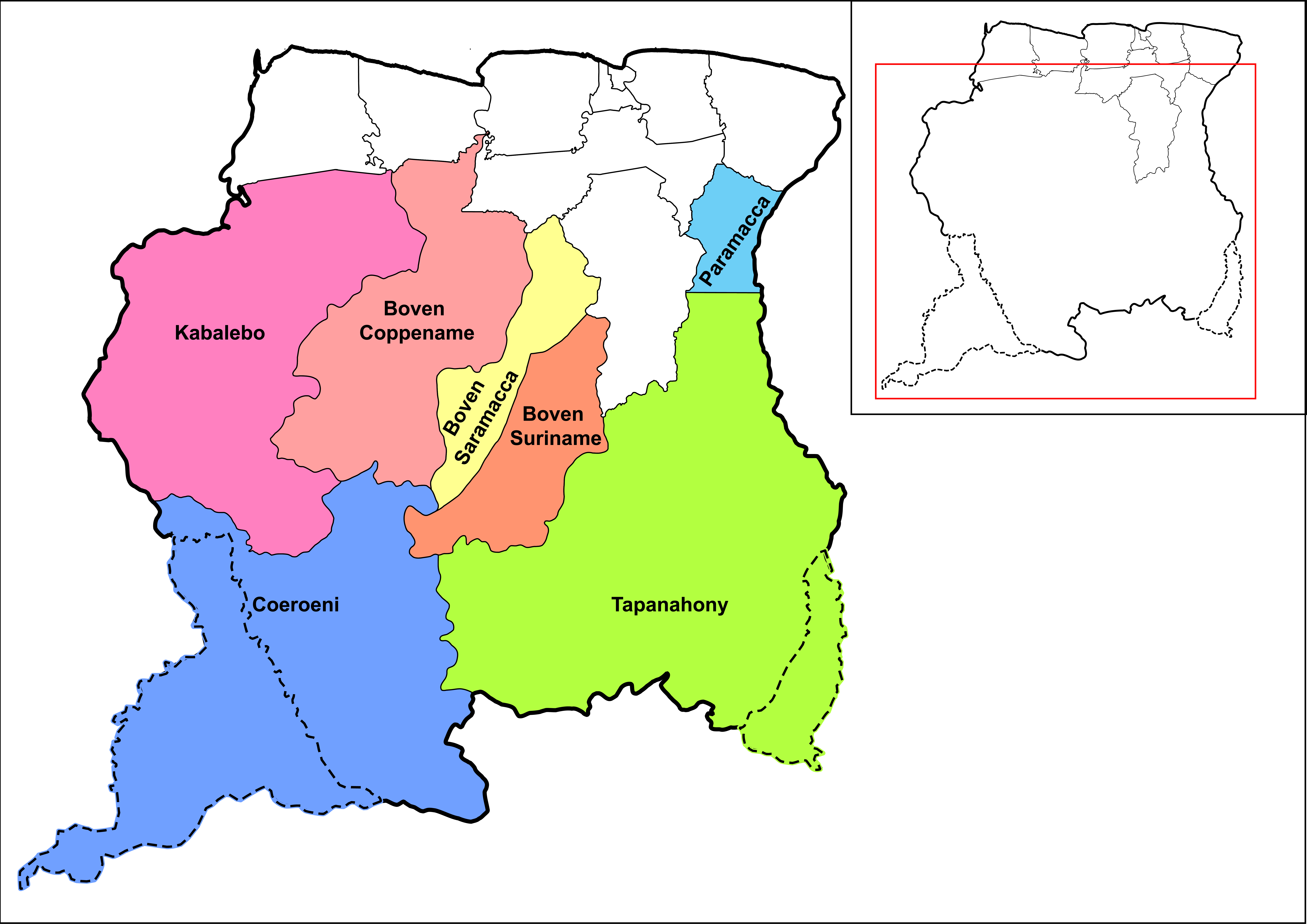
Resorts de Sipaliwini.

- Boven Coppename
- Boven Saramacca
- Boven Suriname
- Coeroeni
- Kabalebo
- Tapanahony

## Distrito Wanica

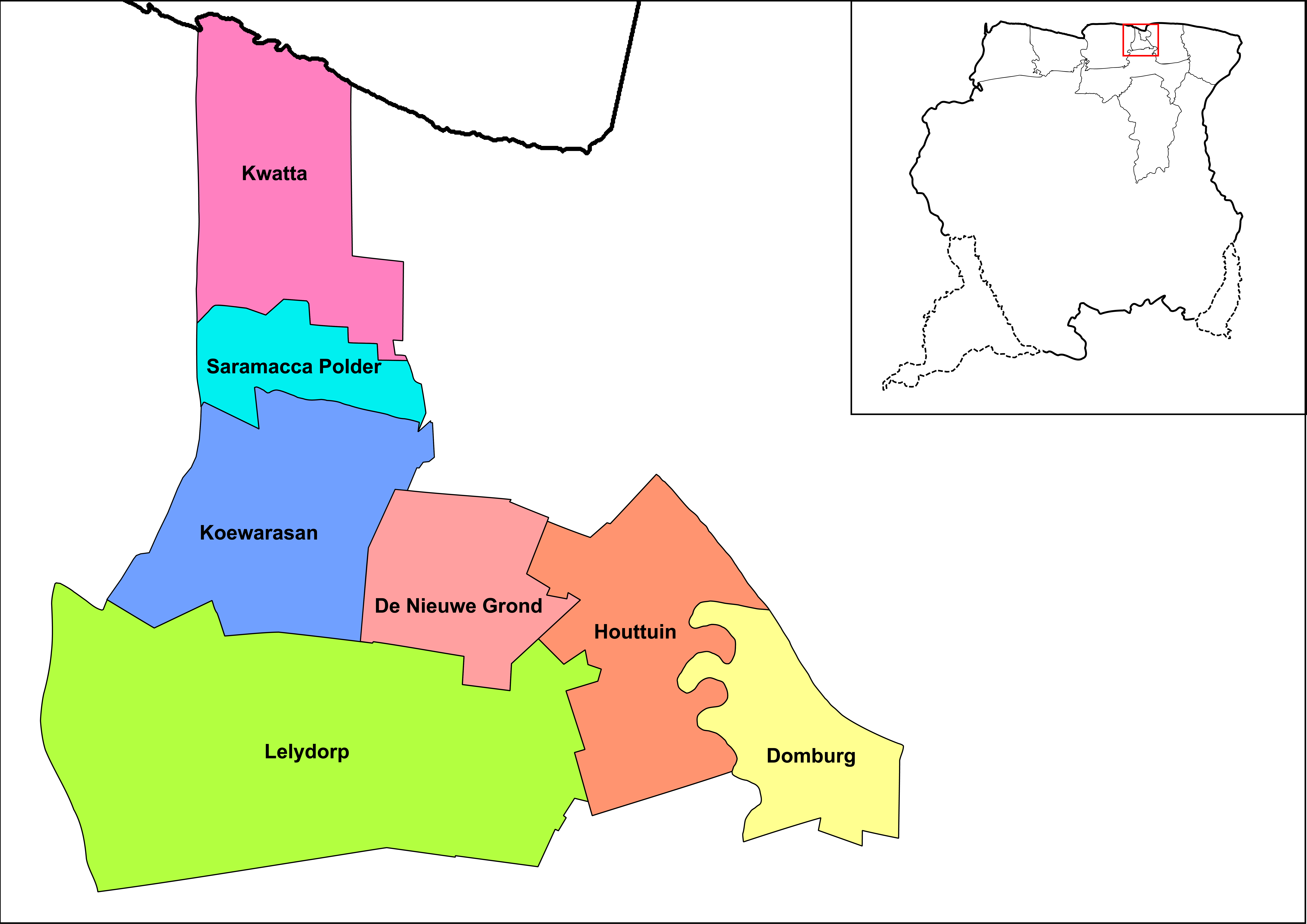
Resorts de Wanica.

- De Nieuwe Grond
- Domburg
- Houttuin
- Koewarasan
- Kwatta
- Lelydorp
- Saramacca Polder